# Xue Haifeng
Xue Haifeng (chiń. 薛海峰 ur. 13 stycznia 1980) – chiński łucznik sportowy. Brązowy medalista olimpijski z Pekinu.
Startował w konkurencji łuków klasycznych. Zawody w 2008 były jego drugimi igrzyskami olimpijskimi, debiutował w 2004. Po brąz sięgnął w drużynie, tworzyli ją również Li Wenguan i Jiang Lin.